# Rickenbach (Lucerna)
Rickenbach es una comuna suiza del cantón de Lucerna, situada en el distrito de Sursee. Limita al norte con las comunas de Schmiedrued (AG), Gontenschwil (AG) y Reinach (AG), al noreste con Pfeffikon, al este con Menziken (AG) y Burg (AG), al sureste con Beromünster, al suroeste con Geuensee y al oeste con Schlierbach.